# Armando Cotarelo Valledor
Armando Cotarelo Valledor (Vega de Ribadeo, 28 de diciembre de 1879-Madrid, 8 de diciembre de 1950) fue un escritor, historiador y crítico literario español. 

## Biografía
Aunque asturiano de nacimiento, lingüística y culturalmente siempre se consideró gallego. Hijo de Emilio Cotarelo y Mori, estuvo casado con la compostelana María Botana Sieiro.
Estudió Filosofía y Letras en Madrid y fue nombrado catedrático de Lengua y Literatura españolas en Santiago de Compostela en 1904, además de ser miembro de la Real Academia Española (desde 1929). Participó en el movimiento de las Irmandades da Fala (1916) y fundó la revista Romanadas en 1919. 
Murió en 1950. Se le dedicó el Día de las Letras Gallegas de 1984.
Actualmente existe un instituto en Galicia en la provincia de Pontevedra cuya localidad es Vilaxoán de Arousa, en el concello de Villagarcía de Arosa cuyo nombre es el mismo que el del escritor y otro en la localidad de Boimorto en la provincia de La Coruña.

## Obra
- Biografía del doctor D. Francisco Codera, Madrid, 1898
- La Exposición Rosales, Madrid, 1902
- Fray Diego, Madrid, 1902
- Una cantiga célebre del rey Sabio: fuentes y desarrollo de la leyenda de Sor Beatriz, principalmente de la literatura española, Madrid, 1904
- La belleza femenina en las obras de Cervantes, Santiago de Compostela, 1905
- Don Melendo García de Valdés, XX Obispo de Osma (1210-1225), Santiago de Compostela, 1908
- El teatro de Cervantes. estudio crítico, Madrid, 1915 (premio «Alba» de la Real Academia Española en 1912)
- Vida militar, política y literaria de Alfonso III el Magno, Madrid, 1916
- Los cristianos españoles ante la invasión musulmana. 711-716, Santiago de Compostela, 1919
- Palladis tyrones (Memorias de un escolar de antaño, 1808-1809, I), Madrid, 1919, narración histórica
- Argonautas gallegos. 1519-1522, Santiago de Compostela, 1920
- La enseña radía (Memorias de un escolar de antaño, 1808-1809, II), Madrid, 1921, narración histórica
- Payo Gómez Charino: almirante y poeta, Madrid, 1929
- Historia crítica y documentada de Alfonso III, el Magno, último rey de Asturias, Madrid, 1933
- Los hermanos Eans Mariño, poetas gallegos del siglo XIII, Madrid, 1933.
- El Seminario de Educación de la Vega de Ribadeo, hoy Vegadeo, y su Fundador, D. Jacinto Valledor y Presno, Obispo de Osma, Madrid, 1950

### Teatro
- Trebón (1922, en gallego)
- Sinxebra (1923, en gallego y castellano)
- Lubicán (1924, en gallego)
- Hostia (1926, en gallego)
- Beiramar (1931, en gallego)
- Mourenza (1931, en gallego y castellano)
- Hola Maicol (en castellano, inédita hasta 1992)
- Teatro gallego, Beiramar, Santiago de Compostela, 1931, drama
- Ultreya, libreto de ópera en castellano y gallego (1935)

### Narrativa
- Memorias de un escolar de antaño, que comprenden dos novelas, Palladis Tyrones y La enseña radia, ambas en castellano
- El Pazo (1923, bilingüe, en castellano y gallego)
- Contos de Nadal, colleitos de pobo (1927) colección de relatos cortos escritos en gallego.